# Jean du Bellay
Jean du Bellay (1492 - 16 de fevereiro de 1560) foi um cardeal e diplomata francês, Decano do Colégio dos Cardeais.

## Biografia
Foi o terceiro filho de Louis du Bellay e de Marguerie de la Tour-Landry e irmão de Guillaume du Bellay e de Martin du Bellay. Gozou do favor de Francisco I, que o elevou às mais altas dignidades, e confiou-lhe importantes assuntos. Foi bispo de Bayonne (1526-1532) e de Paris (1532-1541), foi também abade de Fontaine-Daniel desde 1552 até a sua morte.
Foi em 1527 e de novo em 1533 embaixador diante de Henrique VIII, que ameaçava romper com Roma por não conseguir o divórcio de Catarina de Aragão, du Bellay foi a Roma para tentar chegar a um acordo entre o rei inglês e o Papa Clemente VI, mas este finalmente excomungaria o inglês com o apoio de Carlos V provocando o cisma da Inglaterra.

## Cardinalato
Embaixador diante do Papa Paulo III, que o fez cardeal em 21 de maio de 1535, sendo-lhe imposto o barrete cardinalício e o título de Santa Cecília em 31 de maio do mesmo ano. Após o desembarque de Carlos V em Provence com um numeroso exército, Francisco I sai ao seu encontro, deixando ao cardeal Bellay em Paris com o título de tenente-general e comandante da Picardia e de Champagne. Pelos seus serviços, Francisco I nomeou-o em 1541 bispo de Limoges, en 1544 arcebispo de Bordeaux e em 1546 bispo de Le Mans. Em 1547, foi transferido para o título de São Pedro nas Correntes. Du Bellay protegeu e cultivou as letras e, com Guilherme Budé, convenceu o rei a fundar o Collège de France. Depois de 1547, o cardeal du Bellay caiu em desgraça e foi privado do seu cargo e créditos pelas intrigas do cardeal de Lorena. Em 1548, passa ao título pro hac vice de Santo Adriano no Fórum até 1549, quando passa ao título de São Crisógono. Retirou-se para Roma, com o título de bispo de Albano, construiu um grande palácio como residência e depois da morte do papa Marcelo II, logrou 8 votos no conclave que elegeu papa a Papa Júlio III.
Em 1551, passa ao título de bispo de Frascati onde fica até 1553, quando é transferido para Porto e Santa Rufina. Participa dos dois conclaves de 1555, de abril que elegeu o Papa Marcelo II e de maio, que elegeu o Papa Paulo IV. No mesmo ano, torna-se Decano do Colégio dos Cardeais e assim, preside o Conclave de 1559, que elegeu o Papa Pio IV.
François Rabelais serviu-lhe um tempo como seu secretário e médico.

## Publicações
Du Bellay escreveu três livros de poesia latina que publicou de forma conjunta em 1546, uma apologia em latim do rei da França Francisci (primi) Francorum régis Epistola apologetica 1542, in-8°; traduit en français, 1545, Joannis cardinalis Bellaii, Francisci Olivarii et Africani Mallcii, Francisci I legatorum, Orationes duce, nec non para o eodem rege Defensio adversus Jacobi Omphalii maledicta, 1544, e uma nova apologia, desta vez em francês, Apologie de François Ier de France|François Ier, publicada em 1546.